# 都外川八恵
都外川 八恵（ととかわ やえ）は、日本のスタイリスト、実業家。埼玉県坂戸市出身。

## 概要
獨協大学に進学して商社に就職したが、帰国子女に全くかなわず挫折しかかる。
貿易商社で働いているときに自社ブランドの企画や広報を担当しているときに色の面白さと重要性に目覚める。電車で色彩検定の広告を見たことから興味を持った。
カラーコーディネートの学校に通い、それまでは世界のコミュニケーションのツールは英語だと思っていたが、それは色であると開眼した。23歳のときに色を一生の仕事にしようと決意。
カラーデザインの会社に転職して、個人向けにはスクールの講師をして、法人向けには企画や提案や研修講師をする。
2009年にサロン「COCOLOR」を興して独立する。個人と法人向けの業務をする。カラーの分析分類を独自に理論化し商標を取得する。
自身の強みとして「センスの世界と思われがちな色やスタイリングをわかりやすくロジカルに解説するのを得意としている」と語っている。
東京商工会議所のカラーコーディネーター検定試験の講師。国内の色彩関連の資格をほぼ取得。東京成徳大学経営学部で「色彩研究」の教鞭をとる。
カラーコーディネーター検定試験のテキストも執筆している。

## 著書
一般書籍のみ取り上げる。
- 配色＆カラーデザイン～プロに学ぶ永久不滅テクニック（ソフトバンククリエイティブ社）
- マンガキャラ＆世界観が引き立つ！配色アイデア帳（西東社）
- 心理学×物理学×色彩学の研究でわかった！なるほど色の心理学（総合法令出版）
- あなたの色が幸せを全部教えてくれる（青林堂）
- パーソナルカラー/顔タイプ/骨格診断を超える原理原則テクニック（ごきげんビジネス出版）：オンデマンド出版